# جوزيف فيلسنشتاين
جوزيف فيلسنشتاين (بالإنجليزية: Joseph Felsenstein)‏ أو جو فيلسنشتاين (من مواليد 9 أيّار/مايو 1942) هو أستاذٌ في أقسامِ علوم الجينوم وعلم الأحياء، وأستاذٌ مساعدٌ في أقسامِ علوم الحاسوب والإحصاء في جامعة واشنطن في سياتل. يشتهر بعمله في مجالِ الاستدلال على تطوّر السلالات، وهو مؤلّف كتاب «استنتاجات في تطوّر السلالات»، والمؤلّف والموزّع الرّئيسيّ لمجموعة برامج استقراء تطوّر السلالات المتكاملة PHYLIP. وأعدّ فيلسنشتاين مقدّمةً لطرق إجراء مقارنات مستقلّة إحصائيًا حول تطوّر السلالات، وهو ما يرتبط ارتباطًا وثيقًا بعمله في استقراء تطوّر السلالات.

## التعليم
حصّل فيلسنشتاين تعليمه الجامعيّ في جامعة ويسكونسن ماديسون، حيث أجرى فيها العديد من الأبحاثِ خلالَ المرحلة الجامعيّة الأولى وذلك في عهد جيمس فرانكلين كرو. ثم قدّم رسالة الدكتوراه خاصّته بإشراف ريتشارد ليونتين في ستّينات القرن العشرين، وذلك عندما كان في جامعة شيكاغو، وعملَ بعد حصوله على درجة الدكتوراه في معهد علم الوراثة الحيواني في إدنبره قبل أن يصبح عميد جامعة واشنطن.

## أبحاث
بالإضافة إلى عملهِ في حقولِ علم تطوّر السلالات،
 يشتهر فيلسنشتاين أيضًا بعملهِ في علمِ الوراثة في الجماعات الأحيائية النظريّ، بما في ذلك دراساتٍ حول الانتقاء والهجرة والترابط ونشوء الأنواع ونظريّة التماسك Coalescent theory.

## جوائز
فيلسنشتاين هو عضوٌ في الأكاديميّة الوطنيّة للعلوم. حصلَ على جائزةِ داروين والاس من جمعيّة لينين في لندن في عام 2008. وفي عامِ 2009 حصلَ على جائزةِ جون جي كارتي من الأكاديميّة الوطنيّة للعلوم. وحصل في عام 2013 على الجائزة الدوليّة لعلم الأحياء من قبل الجمعيّة اليابانيّة لتعزيز العلوم. تمّت تسمية نوع العثة «يوفيوس فيلسنشتاين» على اسمه تكريماً له.

## الحياة الشخصيّة
فيلسنشتاين هو الأخ الأكبر لمصمّمِ الكمبيوتر الخاصّ به «لي فيلسنشتاين». كان والداه أعضاءاً في الحزبِ الشيوعيّ الأمريكيّ (CPUSA) وسُمّي على اسم جوزيف ستالين.
تعدّ المقابلة التي تغطّي جوانبَ مسيرته الأكاديمية جزءًا من سلسلة مقابلات أعضاء هيئة التدريس المتميّزة في قسم علوم الجينوم، جامعة واشنطن.